# Боноевр
Боноевр (фр. Bonnoeuvre) насеље је и општина у западној Француској у региону Лоара, у департману Атлантска Лоара која припада префектури Ансани.
По подацима из 2011. године у општини је живело 562 становника, а густина насељености је износила 35,89 становника/km². Општина се простире на површини од 15,66 km². Налази се на средњој надморској висини од 30 метара (максималној 78 m, а минималној 22 m).

## Демографија
| 1962. | 1968. | 1975. | 1982. | 1990. | 1999. | 2011. |
| ----- | ----- | ----- | ----- | ----- | ----- | ----- |
| 557   | 566   | 524   | 521   | 532   | 506   | 562   |

График промене броја становника у току последњих година